# Fireball
Fireball és el cinquè disc d'estudi de la banda britànica de hard rock, heavy metal i blues-rock, Deep Purple i el segon amb la formació coneguda com a Mk II. Va ser el primer dels tres discs de la banda que assolirien la primera posició de la llista d'èxit al Regne Unit.

## Cançons
Edició original europea
Totes les cançons compostes per Blackmore, Gillan, Glover, Lord i Paice.
1. "Fireball" – 3:25
2. "No No No" – 6:54
3. "Demon's Eye" – 5:19
4. "Anyone's Daughter" – 4:43
5. "The Mule" – 5:23
6. "Fools" – 8:21
7. "No One Came" – 6:28

L'edició dels EUA i el Canadà conté la cançó "Strange Kind of Woman" en comptes de "Demon's Eye"

## Músics
- Ian Gillan - Veu
- Ritchie Blackmore - Guitarra
- Roger Glover - Baix
- Jon Lord - Teclats
- Ian Paice - Bateria